# Desaparición de Josué Monge
Josué Monge García fue un joven de 13 años que desapareció en el municipio sevillano de Dos Hermanas en la tarde del 10 de abril de 2006.
Ese día, el chico llegó a casa con malas notas en el instituto. Aun así, sus padres le permitieron pasar la noche en casa de un amigo, a la que nunca llegó. Su padre, Antonio Monge, desapareció misteriosamente 13 días después, por lo que se sospechó que el padre fue quien mató al niño.

## Desaparición
El lunes 10 de abril de 2006, Josué Monge, de 13 años, llegó a su casa, en la calle Cristóbal Halffter del barrio de Huerta Sola en el municipio de Dos Hermanas, Sevilla, con varios suspensos del instituto. El chico le comentó a sus padres que iba a pasar la noche en casa de un amigo, que se encontraba a 300 metros de la suya, a lo que estos accedieron. Josué se marchó en su bicicleta con una mochila y dinero hacia la casa de su amigo. Fue la última vez que se le vio con vida.

## Investigación
Cuando Josué no apareció por casa a la mañana siguiente, su madre, María Isabel García, se puso en contacto con la casa donde se suponía que Josué había pasado la noche. De esta manera supo que su hijo no había ido allí la tarde anterior. Es entonces cuando se inició el proceso de denuncia y búsqueda. En un principio, como el chico se había ido con su bicicleta y una mochila, la policía creyó que se había escapado solo.[cita requerida]
Pero a medida que pasaban los días, las perspectivas se oscurecían. Además, el comportamiento de su padre, Antonio Monge, se volvió muy extraño, y muchas cosas comenzaron a despertar las sospechas de María Isabel y los investigadores.[cita requerida]
María Isabel denunció que fue víctima de violencia por parte de Antonio durante más de 20 años; y apenas unas semanas antes de la desaparición de Josué se había atrevido a pedirle el divorcio. También recuerda que la tarde en la que desapareció Josué, su marido volvió a casa con ropa diferente a la que llevaba cuando se fue. Antonio le dijo que había tenido un pequeño accidente en la iglesia a la que iban y había tenido que cambiarse de ropa. Posteriormente la policía confirmó que esto era mentira. Josué incluso llegó a avisar a su amigo que llegaría tarde porque primero tenía que ir a trabajar con su padre, algo que Antonio nunca llegó a comentar. Además, Antonio empezaba a referirse a su hijo como si estuviera muerto. Ante este escenario, María Isabel decidió confrontarlo y decirle que creía que él estaba detrás de la desaparición de Josué.
El 23 de abril, 13 días después de la desaparición de Josué, Antonio se marchó de casa con la excusa de buscar a su hijo, pero desapareció sin dejar rastro.
Todas las posibles vías de investigación fueron analizadas y agotadas, sin recurso. Antonio y su hijo Josué no fueron encontrados; además de la furgoneta y la bicicleta en las que ambos partieron respectivamente.[cita requerida] Se investigaron las cuentas bancarias de Antonio y se intervinieron los teléfonos de los familiares. Se comprobó que Antonio no había sacado dinero de su cuenta bancaria ni había usado tarjetas. Incluso se inspeccionó en helicóptero el río Guadalquivir, al considerar que el padre podría haber tirado la furgoneta al río o haberse quitado la vida. Pero no se obtuvo resultado ninguno.